# Darso James Densmore
Darso James Densmore (Meadville, 24 gennaio 1867 – Francia, 24 giugno 1917) è stato un compositore di scacchi statunitense.
Compose oltre 300 problemi, per lo più diretti in tre e più mosse, con chiavi e svolgimenti difficili. I suoi problemi più importanti furono raccolti da M. Sim, G. Hume e A.C. White nel 26º volume della "Christmas Series", pubblicata in occasione del concorso in sua memoria « D.J. Densmore Memorial Tourney, 1918 » (Stroud, 1920).
Genero di Samuel Loyd, era anche un eccellente giocatore di bridge. Morì in Francia durante uno dei suoi numerosi viaggi in Europa.

## Problemi d'esempio
|   | a | b | c | d | e | f | g | h |   |
| 8 | d6 pedone del nero · d5 re del nero · e5 pedone del bianco · f5 torre del bianco · b4 donna del bianco · e3 re del bianco | d6 pedone del nero · d5 re del nero · e5 pedone del bianco · f5 torre del bianco · b4 donna del bianco · e3 re del bianco | d6 pedone del nero · d5 re del nero · e5 pedone del bianco · f5 torre del bianco · b4 donna del bianco · e3 re del bianco | d6 pedone del nero · d5 re del nero · e5 pedone del bianco · f5 torre del bianco · b4 donna del bianco · e3 re del bianco | d6 pedone del nero · d5 re del nero · e5 pedone del bianco · f5 torre del bianco · b4 donna del bianco · e3 re del bianco | d6 pedone del nero · d5 re del nero · e5 pedone del bianco · f5 torre del bianco · b4 donna del bianco · e3 re del bianco | d6 pedone del nero · d5 re del nero · e5 pedone del bianco · f5 torre del bianco · b4 donna del bianco · e3 re del bianco | d6 pedone del nero · d5 re del nero · e5 pedone del bianco · f5 torre del bianco · b4 donna del bianco · e3 re del bianco | 8 |
| 7 | d6 pedone del nero · d5 re del nero · e5 pedone del bianco · f5 torre del bianco · b4 donna del bianco · e3 re del bianco | d6 pedone del nero · d5 re del nero · e5 pedone del bianco · f5 torre del bianco · b4 donna del bianco · e3 re del bianco | d6 pedone del nero · d5 re del nero · e5 pedone del bianco · f5 torre del bianco · b4 donna del bianco · e3 re del bianco | d6 pedone del nero · d5 re del nero · e5 pedone del bianco · f5 torre del bianco · b4 donna del bianco · e3 re del bianco | d6 pedone del nero · d5 re del nero · e5 pedone del bianco · f5 torre del bianco · b4 donna del bianco · e3 re del bianco | d6 pedone del nero · d5 re del nero · e5 pedone del bianco · f5 torre del bianco · b4 donna del bianco · e3 re del bianco | d6 pedone del nero · d5 re del nero · e5 pedone del bianco · f5 torre del bianco · b4 donna del bianco · e3 re del bianco | d6 pedone del nero · d5 re del nero · e5 pedone del bianco · f5 torre del bianco · b4 donna del bianco · e3 re del bianco | 7 |
| 6 | d6 pedone del nero · d5 re del nero · e5 pedone del bianco · f5 torre del bianco · b4 donna del bianco · e3 re del bianco | d6 pedone del nero · d5 re del nero · e5 pedone del bianco · f5 torre del bianco · b4 donna del bianco · e3 re del bianco | d6 pedone del nero · d5 re del nero · e5 pedone del bianco · f5 torre del bianco · b4 donna del bianco · e3 re del bianco | d6 pedone del nero · d5 re del nero · e5 pedone del bianco · f5 torre del bianco · b4 donna del bianco · e3 re del bianco | d6 pedone del nero · d5 re del nero · e5 pedone del bianco · f5 torre del bianco · b4 donna del bianco · e3 re del bianco | d6 pedone del nero · d5 re del nero · e5 pedone del bianco · f5 torre del bianco · b4 donna del bianco · e3 re del bianco | d6 pedone del nero · d5 re del nero · e5 pedone del bianco · f5 torre del bianco · b4 donna del bianco · e3 re del bianco | d6 pedone del nero · d5 re del nero · e5 pedone del bianco · f5 torre del bianco · b4 donna del bianco · e3 re del bianco | 6 |
| 5 | d6 pedone del nero · d5 re del nero · e5 pedone del bianco · f5 torre del bianco · b4 donna del bianco · e3 re del bianco | d6 pedone del nero · d5 re del nero · e5 pedone del bianco · f5 torre del bianco · b4 donna del bianco · e3 re del bianco | d6 pedone del nero · d5 re del nero · e5 pedone del bianco · f5 torre del bianco · b4 donna del bianco · e3 re del bianco | d6 pedone del nero · d5 re del nero · e5 pedone del bianco · f5 torre del bianco · b4 donna del bianco · e3 re del bianco | d6 pedone del nero · d5 re del nero · e5 pedone del bianco · f5 torre del bianco · b4 donna del bianco · e3 re del bianco | d6 pedone del nero · d5 re del nero · e5 pedone del bianco · f5 torre del bianco · b4 donna del bianco · e3 re del bianco | d6 pedone del nero · d5 re del nero · e5 pedone del bianco · f5 torre del bianco · b4 donna del bianco · e3 re del bianco | d6 pedone del nero · d5 re del nero · e5 pedone del bianco · f5 torre del bianco · b4 donna del bianco · e3 re del bianco | 5 |
| 4 | d6 pedone del nero · d5 re del nero · e5 pedone del bianco · f5 torre del bianco · b4 donna del bianco · e3 re del bianco | d6 pedone del nero · d5 re del nero · e5 pedone del bianco · f5 torre del bianco · b4 donna del bianco · e3 re del bianco | d6 pedone del nero · d5 re del nero · e5 pedone del bianco · f5 torre del bianco · b4 donna del bianco · e3 re del bianco | d6 pedone del nero · d5 re del nero · e5 pedone del bianco · f5 torre del bianco · b4 donna del bianco · e3 re del bianco | d6 pedone del nero · d5 re del nero · e5 pedone del bianco · f5 torre del bianco · b4 donna del bianco · e3 re del bianco | d6 pedone del nero · d5 re del nero · e5 pedone del bianco · f5 torre del bianco · b4 donna del bianco · e3 re del bianco | d6 pedone del nero · d5 re del nero · e5 pedone del bianco · f5 torre del bianco · b4 donna del bianco · e3 re del bianco | d6 pedone del nero · d5 re del nero · e5 pedone del bianco · f5 torre del bianco · b4 donna del bianco · e3 re del bianco | 4 |
| 3 | d6 pedone del nero · d5 re del nero · e5 pedone del bianco · f5 torre del bianco · b4 donna del bianco · e3 re del bianco | d6 pedone del nero · d5 re del nero · e5 pedone del bianco · f5 torre del bianco · b4 donna del bianco · e3 re del bianco | d6 pedone del nero · d5 re del nero · e5 pedone del bianco · f5 torre del bianco · b4 donna del bianco · e3 re del bianco | d6 pedone del nero · d5 re del nero · e5 pedone del bianco · f5 torre del bianco · b4 donna del bianco · e3 re del bianco | d6 pedone del nero · d5 re del nero · e5 pedone del bianco · f5 torre del bianco · b4 donna del bianco · e3 re del bianco | d6 pedone del nero · d5 re del nero · e5 pedone del bianco · f5 torre del bianco · b4 donna del bianco · e3 re del bianco | d6 pedone del nero · d5 re del nero · e5 pedone del bianco · f5 torre del bianco · b4 donna del bianco · e3 re del bianco | d6 pedone del nero · d5 re del nero · e5 pedone del bianco · f5 torre del bianco · b4 donna del bianco · e3 re del bianco | 3 |
| 2 | d6 pedone del nero · d5 re del nero · e5 pedone del bianco · f5 torre del bianco · b4 donna del bianco · e3 re del bianco | d6 pedone del nero · d5 re del nero · e5 pedone del bianco · f5 torre del bianco · b4 donna del bianco · e3 re del bianco | d6 pedone del nero · d5 re del nero · e5 pedone del bianco · f5 torre del bianco · b4 donna del bianco · e3 re del bianco | d6 pedone del nero · d5 re del nero · e5 pedone del bianco · f5 torre del bianco · b4 donna del bianco · e3 re del bianco | d6 pedone del nero · d5 re del nero · e5 pedone del bianco · f5 torre del bianco · b4 donna del bianco · e3 re del bianco | d6 pedone del nero · d5 re del nero · e5 pedone del bianco · f5 torre del bianco · b4 donna del bianco · e3 re del bianco | d6 pedone del nero · d5 re del nero · e5 pedone del bianco · f5 torre del bianco · b4 donna del bianco · e3 re del bianco | d6 pedone del nero · d5 re del nero · e5 pedone del bianco · f5 torre del bianco · b4 donna del bianco · e3 re del bianco | 2 |
| 1 | d6 pedone del nero · d5 re del nero · e5 pedone del bianco · f5 torre del bianco · b4 donna del bianco · e3 re del bianco | d6 pedone del nero · d5 re del nero · e5 pedone del bianco · f5 torre del bianco · b4 donna del bianco · e3 re del bianco | d6 pedone del nero · d5 re del nero · e5 pedone del bianco · f5 torre del bianco · b4 donna del bianco · e3 re del bianco | d6 pedone del nero · d5 re del nero · e5 pedone del bianco · f5 torre del bianco · b4 donna del bianco · e3 re del bianco | d6 pedone del nero · d5 re del nero · e5 pedone del bianco · f5 torre del bianco · b4 donna del bianco · e3 re del bianco | d6 pedone del nero · d5 re del nero · e5 pedone del bianco · f5 torre del bianco · b4 donna del bianco · e3 re del bianco | d6 pedone del nero · d5 re del nero · e5 pedone del bianco · f5 torre del bianco · b4 donna del bianco · e3 re del bianco | d6 pedone del nero · d5 re del nero · e5 pedone del bianco · f5 torre del bianco · b4 donna del bianco · e3 re del bianco | 1 |
|   | a | b | c | d | e | f | g | h |   |

Soluzione:
1. Tf7 !  zugzwang

1. ...Rc6  2. Db7+ Rc5  3. Tc7 #

1. ...Re6  2. Db7 d5  3. De7 #

       (2...dxe5 3. Dd7 #)

|   | a | b | c | d | e | f | g | h |   |
| 8 | h8 re del bianco · g6 pedone del nero · d5 pedone del bianco · h5 alfiere del nero · b4 donna del bianco · g4 pedone del nero · h4 re del nero · e3 pedone del bianco · g3 pedone del nero · f1 torre del bianco · g1 cavallo del bianco | h8 re del bianco · g6 pedone del nero · d5 pedone del bianco · h5 alfiere del nero · b4 donna del bianco · g4 pedone del nero · h4 re del nero · e3 pedone del bianco · g3 pedone del nero · f1 torre del bianco · g1 cavallo del bianco | h8 re del bianco · g6 pedone del nero · d5 pedone del bianco · h5 alfiere del nero · b4 donna del bianco · g4 pedone del nero · h4 re del nero · e3 pedone del bianco · g3 pedone del nero · f1 torre del bianco · g1 cavallo del bianco | h8 re del bianco · g6 pedone del nero · d5 pedone del bianco · h5 alfiere del nero · b4 donna del bianco · g4 pedone del nero · h4 re del nero · e3 pedone del bianco · g3 pedone del nero · f1 torre del bianco · g1 cavallo del bianco | h8 re del bianco · g6 pedone del nero · d5 pedone del bianco · h5 alfiere del nero · b4 donna del bianco · g4 pedone del nero · h4 re del nero · e3 pedone del bianco · g3 pedone del nero · f1 torre del bianco · g1 cavallo del bianco | h8 re del bianco · g6 pedone del nero · d5 pedone del bianco · h5 alfiere del nero · b4 donna del bianco · g4 pedone del nero · h4 re del nero · e3 pedone del bianco · g3 pedone del nero · f1 torre del bianco · g1 cavallo del bianco | h8 re del bianco · g6 pedone del nero · d5 pedone del bianco · h5 alfiere del nero · b4 donna del bianco · g4 pedone del nero · h4 re del nero · e3 pedone del bianco · g3 pedone del nero · f1 torre del bianco · g1 cavallo del bianco | h8 re del bianco · g6 pedone del nero · d5 pedone del bianco · h5 alfiere del nero · b4 donna del bianco · g4 pedone del nero · h4 re del nero · e3 pedone del bianco · g3 pedone del nero · f1 torre del bianco · g1 cavallo del bianco | 8 |
| 7 | h8 re del bianco · g6 pedone del nero · d5 pedone del bianco · h5 alfiere del nero · b4 donna del bianco · g4 pedone del nero · h4 re del nero · e3 pedone del bianco · g3 pedone del nero · f1 torre del bianco · g1 cavallo del bianco | h8 re del bianco · g6 pedone del nero · d5 pedone del bianco · h5 alfiere del nero · b4 donna del bianco · g4 pedone del nero · h4 re del nero · e3 pedone del bianco · g3 pedone del nero · f1 torre del bianco · g1 cavallo del bianco | h8 re del bianco · g6 pedone del nero · d5 pedone del bianco · h5 alfiere del nero · b4 donna del bianco · g4 pedone del nero · h4 re del nero · e3 pedone del bianco · g3 pedone del nero · f1 torre del bianco · g1 cavallo del bianco | h8 re del bianco · g6 pedone del nero · d5 pedone del bianco · h5 alfiere del nero · b4 donna del bianco · g4 pedone del nero · h4 re del nero · e3 pedone del bianco · g3 pedone del nero · f1 torre del bianco · g1 cavallo del bianco | h8 re del bianco · g6 pedone del nero · d5 pedone del bianco · h5 alfiere del nero · b4 donna del bianco · g4 pedone del nero · h4 re del nero · e3 pedone del bianco · g3 pedone del nero · f1 torre del bianco · g1 cavallo del bianco | h8 re del bianco · g6 pedone del nero · d5 pedone del bianco · h5 alfiere del nero · b4 donna del bianco · g4 pedone del nero · h4 re del nero · e3 pedone del bianco · g3 pedone del nero · f1 torre del bianco · g1 cavallo del bianco | h8 re del bianco · g6 pedone del nero · d5 pedone del bianco · h5 alfiere del nero · b4 donna del bianco · g4 pedone del nero · h4 re del nero · e3 pedone del bianco · g3 pedone del nero · f1 torre del bianco · g1 cavallo del bianco | h8 re del bianco · g6 pedone del nero · d5 pedone del bianco · h5 alfiere del nero · b4 donna del bianco · g4 pedone del nero · h4 re del nero · e3 pedone del bianco · g3 pedone del nero · f1 torre del bianco · g1 cavallo del bianco | 7 |
| 6 | h8 re del bianco · g6 pedone del nero · d5 pedone del bianco · h5 alfiere del nero · b4 donna del bianco · g4 pedone del nero · h4 re del nero · e3 pedone del bianco · g3 pedone del nero · f1 torre del bianco · g1 cavallo del bianco | h8 re del bianco · g6 pedone del nero · d5 pedone del bianco · h5 alfiere del nero · b4 donna del bianco · g4 pedone del nero · h4 re del nero · e3 pedone del bianco · g3 pedone del nero · f1 torre del bianco · g1 cavallo del bianco | h8 re del bianco · g6 pedone del nero · d5 pedone del bianco · h5 alfiere del nero · b4 donna del bianco · g4 pedone del nero · h4 re del nero · e3 pedone del bianco · g3 pedone del nero · f1 torre del bianco · g1 cavallo del bianco | h8 re del bianco · g6 pedone del nero · d5 pedone del bianco · h5 alfiere del nero · b4 donna del bianco · g4 pedone del nero · h4 re del nero · e3 pedone del bianco · g3 pedone del nero · f1 torre del bianco · g1 cavallo del bianco | h8 re del bianco · g6 pedone del nero · d5 pedone del bianco · h5 alfiere del nero · b4 donna del bianco · g4 pedone del nero · h4 re del nero · e3 pedone del bianco · g3 pedone del nero · f1 torre del bianco · g1 cavallo del bianco | h8 re del bianco · g6 pedone del nero · d5 pedone del bianco · h5 alfiere del nero · b4 donna del bianco · g4 pedone del nero · h4 re del nero · e3 pedone del bianco · g3 pedone del nero · f1 torre del bianco · g1 cavallo del bianco | h8 re del bianco · g6 pedone del nero · d5 pedone del bianco · h5 alfiere del nero · b4 donna del bianco · g4 pedone del nero · h4 re del nero · e3 pedone del bianco · g3 pedone del nero · f1 torre del bianco · g1 cavallo del bianco | h8 re del bianco · g6 pedone del nero · d5 pedone del bianco · h5 alfiere del nero · b4 donna del bianco · g4 pedone del nero · h4 re del nero · e3 pedone del bianco · g3 pedone del nero · f1 torre del bianco · g1 cavallo del bianco | 6 |
| 5 | h8 re del bianco · g6 pedone del nero · d5 pedone del bianco · h5 alfiere del nero · b4 donna del bianco · g4 pedone del nero · h4 re del nero · e3 pedone del bianco · g3 pedone del nero · f1 torre del bianco · g1 cavallo del bianco | h8 re del bianco · g6 pedone del nero · d5 pedone del bianco · h5 alfiere del nero · b4 donna del bianco · g4 pedone del nero · h4 re del nero · e3 pedone del bianco · g3 pedone del nero · f1 torre del bianco · g1 cavallo del bianco | h8 re del bianco · g6 pedone del nero · d5 pedone del bianco · h5 alfiere del nero · b4 donna del bianco · g4 pedone del nero · h4 re del nero · e3 pedone del bianco · g3 pedone del nero · f1 torre del bianco · g1 cavallo del bianco | h8 re del bianco · g6 pedone del nero · d5 pedone del bianco · h5 alfiere del nero · b4 donna del bianco · g4 pedone del nero · h4 re del nero · e3 pedone del bianco · g3 pedone del nero · f1 torre del bianco · g1 cavallo del bianco | h8 re del bianco · g6 pedone del nero · d5 pedone del bianco · h5 alfiere del nero · b4 donna del bianco · g4 pedone del nero · h4 re del nero · e3 pedone del bianco · g3 pedone del nero · f1 torre del bianco · g1 cavallo del bianco | h8 re del bianco · g6 pedone del nero · d5 pedone del bianco · h5 alfiere del nero · b4 donna del bianco · g4 pedone del nero · h4 re del nero · e3 pedone del bianco · g3 pedone del nero · f1 torre del bianco · g1 cavallo del bianco | h8 re del bianco · g6 pedone del nero · d5 pedone del bianco · h5 alfiere del nero · b4 donna del bianco · g4 pedone del nero · h4 re del nero · e3 pedone del bianco · g3 pedone del nero · f1 torre del bianco · g1 cavallo del bianco | h8 re del bianco · g6 pedone del nero · d5 pedone del bianco · h5 alfiere del nero · b4 donna del bianco · g4 pedone del nero · h4 re del nero · e3 pedone del bianco · g3 pedone del nero · f1 torre del bianco · g1 cavallo del bianco | 5 |
| 4 | h8 re del bianco · g6 pedone del nero · d5 pedone del bianco · h5 alfiere del nero · b4 donna del bianco · g4 pedone del nero · h4 re del nero · e3 pedone del bianco · g3 pedone del nero · f1 torre del bianco · g1 cavallo del bianco | h8 re del bianco · g6 pedone del nero · d5 pedone del bianco · h5 alfiere del nero · b4 donna del bianco · g4 pedone del nero · h4 re del nero · e3 pedone del bianco · g3 pedone del nero · f1 torre del bianco · g1 cavallo del bianco | h8 re del bianco · g6 pedone del nero · d5 pedone del bianco · h5 alfiere del nero · b4 donna del bianco · g4 pedone del nero · h4 re del nero · e3 pedone del bianco · g3 pedone del nero · f1 torre del bianco · g1 cavallo del bianco | h8 re del bianco · g6 pedone del nero · d5 pedone del bianco · h5 alfiere del nero · b4 donna del bianco · g4 pedone del nero · h4 re del nero · e3 pedone del bianco · g3 pedone del nero · f1 torre del bianco · g1 cavallo del bianco | h8 re del bianco · g6 pedone del nero · d5 pedone del bianco · h5 alfiere del nero · b4 donna del bianco · g4 pedone del nero · h4 re del nero · e3 pedone del bianco · g3 pedone del nero · f1 torre del bianco · g1 cavallo del bianco | h8 re del bianco · g6 pedone del nero · d5 pedone del bianco · h5 alfiere del nero · b4 donna del bianco · g4 pedone del nero · h4 re del nero · e3 pedone del bianco · g3 pedone del nero · f1 torre del bianco · g1 cavallo del bianco | h8 re del bianco · g6 pedone del nero · d5 pedone del bianco · h5 alfiere del nero · b4 donna del bianco · g4 pedone del nero · h4 re del nero · e3 pedone del bianco · g3 pedone del nero · f1 torre del bianco · g1 cavallo del bianco | h8 re del bianco · g6 pedone del nero · d5 pedone del bianco · h5 alfiere del nero · b4 donna del bianco · g4 pedone del nero · h4 re del nero · e3 pedone del bianco · g3 pedone del nero · f1 torre del bianco · g1 cavallo del bianco | 4 |
| 3 | h8 re del bianco · g6 pedone del nero · d5 pedone del bianco · h5 alfiere del nero · b4 donna del bianco · g4 pedone del nero · h4 re del nero · e3 pedone del bianco · g3 pedone del nero · f1 torre del bianco · g1 cavallo del bianco | h8 re del bianco · g6 pedone del nero · d5 pedone del bianco · h5 alfiere del nero · b4 donna del bianco · g4 pedone del nero · h4 re del nero · e3 pedone del bianco · g3 pedone del nero · f1 torre del bianco · g1 cavallo del bianco | h8 re del bianco · g6 pedone del nero · d5 pedone del bianco · h5 alfiere del nero · b4 donna del bianco · g4 pedone del nero · h4 re del nero · e3 pedone del bianco · g3 pedone del nero · f1 torre del bianco · g1 cavallo del bianco | h8 re del bianco · g6 pedone del nero · d5 pedone del bianco · h5 alfiere del nero · b4 donna del bianco · g4 pedone del nero · h4 re del nero · e3 pedone del bianco · g3 pedone del nero · f1 torre del bianco · g1 cavallo del bianco | h8 re del bianco · g6 pedone del nero · d5 pedone del bianco · h5 alfiere del nero · b4 donna del bianco · g4 pedone del nero · h4 re del nero · e3 pedone del bianco · g3 pedone del nero · f1 torre del bianco · g1 cavallo del bianco | h8 re del bianco · g6 pedone del nero · d5 pedone del bianco · h5 alfiere del nero · b4 donna del bianco · g4 pedone del nero · h4 re del nero · e3 pedone del bianco · g3 pedone del nero · f1 torre del bianco · g1 cavallo del bianco | h8 re del bianco · g6 pedone del nero · d5 pedone del bianco · h5 alfiere del nero · b4 donna del bianco · g4 pedone del nero · h4 re del nero · e3 pedone del bianco · g3 pedone del nero · f1 torre del bianco · g1 cavallo del bianco | h8 re del bianco · g6 pedone del nero · d5 pedone del bianco · h5 alfiere del nero · b4 donna del bianco · g4 pedone del nero · h4 re del nero · e3 pedone del bianco · g3 pedone del nero · f1 torre del bianco · g1 cavallo del bianco | 3 |
| 2 | h8 re del bianco · g6 pedone del nero · d5 pedone del bianco · h5 alfiere del nero · b4 donna del bianco · g4 pedone del nero · h4 re del nero · e3 pedone del bianco · g3 pedone del nero · f1 torre del bianco · g1 cavallo del bianco | h8 re del bianco · g6 pedone del nero · d5 pedone del bianco · h5 alfiere del nero · b4 donna del bianco · g4 pedone del nero · h4 re del nero · e3 pedone del bianco · g3 pedone del nero · f1 torre del bianco · g1 cavallo del bianco | h8 re del bianco · g6 pedone del nero · d5 pedone del bianco · h5 alfiere del nero · b4 donna del bianco · g4 pedone del nero · h4 re del nero · e3 pedone del bianco · g3 pedone del nero · f1 torre del bianco · g1 cavallo del bianco | h8 re del bianco · g6 pedone del nero · d5 pedone del bianco · h5 alfiere del nero · b4 donna del bianco · g4 pedone del nero · h4 re del nero · e3 pedone del bianco · g3 pedone del nero · f1 torre del bianco · g1 cavallo del bianco | h8 re del bianco · g6 pedone del nero · d5 pedone del bianco · h5 alfiere del nero · b4 donna del bianco · g4 pedone del nero · h4 re del nero · e3 pedone del bianco · g3 pedone del nero · f1 torre del bianco · g1 cavallo del bianco | h8 re del bianco · g6 pedone del nero · d5 pedone del bianco · h5 alfiere del nero · b4 donna del bianco · g4 pedone del nero · h4 re del nero · e3 pedone del bianco · g3 pedone del nero · f1 torre del bianco · g1 cavallo del bianco | h8 re del bianco · g6 pedone del nero · d5 pedone del bianco · h5 alfiere del nero · b4 donna del bianco · g4 pedone del nero · h4 re del nero · e3 pedone del bianco · g3 pedone del nero · f1 torre del bianco · g1 cavallo del bianco | h8 re del bianco · g6 pedone del nero · d5 pedone del bianco · h5 alfiere del nero · b4 donna del bianco · g4 pedone del nero · h4 re del nero · e3 pedone del bianco · g3 pedone del nero · f1 torre del bianco · g1 cavallo del bianco | 2 |
| 1 | h8 re del bianco · g6 pedone del nero · d5 pedone del bianco · h5 alfiere del nero · b4 donna del bianco · g4 pedone del nero · h4 re del nero · e3 pedone del bianco · g3 pedone del nero · f1 torre del bianco · g1 cavallo del bianco | h8 re del bianco · g6 pedone del nero · d5 pedone del bianco · h5 alfiere del nero · b4 donna del bianco · g4 pedone del nero · h4 re del nero · e3 pedone del bianco · g3 pedone del nero · f1 torre del bianco · g1 cavallo del bianco | h8 re del bianco · g6 pedone del nero · d5 pedone del bianco · h5 alfiere del nero · b4 donna del bianco · g4 pedone del nero · h4 re del nero · e3 pedone del bianco · g3 pedone del nero · f1 torre del bianco · g1 cavallo del bianco | h8 re del bianco · g6 pedone del nero · d5 pedone del bianco · h5 alfiere del nero · b4 donna del bianco · g4 pedone del nero · h4 re del nero · e3 pedone del bianco · g3 pedone del nero · f1 torre del bianco · g1 cavallo del bianco | h8 re del bianco · g6 pedone del nero · d5 pedone del bianco · h5 alfiere del nero · b4 donna del bianco · g4 pedone del nero · h4 re del nero · e3 pedone del bianco · g3 pedone del nero · f1 torre del bianco · g1 cavallo del bianco | h8 re del bianco · g6 pedone del nero · d5 pedone del bianco · h5 alfiere del nero · b4 donna del bianco · g4 pedone del nero · h4 re del nero · e3 pedone del bianco · g3 pedone del nero · f1 torre del bianco · g1 cavallo del bianco | h8 re del bianco · g6 pedone del nero · d5 pedone del bianco · h5 alfiere del nero · b4 donna del bianco · g4 pedone del nero · h4 re del nero · e3 pedone del bianco · g3 pedone del nero · f1 torre del bianco · g1 cavallo del bianco | h8 re del bianco · g6 pedone del nero · d5 pedone del bianco · h5 alfiere del nero · b4 donna del bianco · g4 pedone del nero · h4 re del nero · e3 pedone del bianco · g3 pedone del nero · f1 torre del bianco · g1 cavallo del bianco | 1 |
|   | a | b | c | d | e | f | g | h |   |

Soluzione:
1. T a1 !  zugzwang

1... g2  2. Df4 g5  3. Dh2 #

1... Rg5  2. Cf3 + Rf6  3. Df8 #

       (2...gxf3 3. Df4#; 2...Rh6 3. Df8 #)

1... g5  2. Ta4! g2  3. De1 #

|   | a | b | c | d | e | f | g | h |   |
| 8 | b8 torre del bianco · a7 donna del bianco · b7 re del bianco · c7 pedone del nero · b6 cavallo del nero · c6 pedone del bianco · a4 pedone del bianco · b4 re del nero · c4 pedone del bianco · b2 pedone del bianco · a1 cavallo del bianco · b1 torre del bianco | b8 torre del bianco · a7 donna del bianco · b7 re del bianco · c7 pedone del nero · b6 cavallo del nero · c6 pedone del bianco · a4 pedone del bianco · b4 re del nero · c4 pedone del bianco · b2 pedone del bianco · a1 cavallo del bianco · b1 torre del bianco | b8 torre del bianco · a7 donna del bianco · b7 re del bianco · c7 pedone del nero · b6 cavallo del nero · c6 pedone del bianco · a4 pedone del bianco · b4 re del nero · c4 pedone del bianco · b2 pedone del bianco · a1 cavallo del bianco · b1 torre del bianco | b8 torre del bianco · a7 donna del bianco · b7 re del bianco · c7 pedone del nero · b6 cavallo del nero · c6 pedone del bianco · a4 pedone del bianco · b4 re del nero · c4 pedone del bianco · b2 pedone del bianco · a1 cavallo del bianco · b1 torre del bianco | b8 torre del bianco · a7 donna del bianco · b7 re del bianco · c7 pedone del nero · b6 cavallo del nero · c6 pedone del bianco · a4 pedone del bianco · b4 re del nero · c4 pedone del bianco · b2 pedone del bianco · a1 cavallo del bianco · b1 torre del bianco | b8 torre del bianco · a7 donna del bianco · b7 re del bianco · c7 pedone del nero · b6 cavallo del nero · c6 pedone del bianco · a4 pedone del bianco · b4 re del nero · c4 pedone del bianco · b2 pedone del bianco · a1 cavallo del bianco · b1 torre del bianco | b8 torre del bianco · a7 donna del bianco · b7 re del bianco · c7 pedone del nero · b6 cavallo del nero · c6 pedone del bianco · a4 pedone del bianco · b4 re del nero · c4 pedone del bianco · b2 pedone del bianco · a1 cavallo del bianco · b1 torre del bianco | b8 torre del bianco · a7 donna del bianco · b7 re del bianco · c7 pedone del nero · b6 cavallo del nero · c6 pedone del bianco · a4 pedone del bianco · b4 re del nero · c4 pedone del bianco · b2 pedone del bianco · a1 cavallo del bianco · b1 torre del bianco | 8 |
| 7 | b8 torre del bianco · a7 donna del bianco · b7 re del bianco · c7 pedone del nero · b6 cavallo del nero · c6 pedone del bianco · a4 pedone del bianco · b4 re del nero · c4 pedone del bianco · b2 pedone del bianco · a1 cavallo del bianco · b1 torre del bianco | b8 torre del bianco · a7 donna del bianco · b7 re del bianco · c7 pedone del nero · b6 cavallo del nero · c6 pedone del bianco · a4 pedone del bianco · b4 re del nero · c4 pedone del bianco · b2 pedone del bianco · a1 cavallo del bianco · b1 torre del bianco | b8 torre del bianco · a7 donna del bianco · b7 re del bianco · c7 pedone del nero · b6 cavallo del nero · c6 pedone del bianco · a4 pedone del bianco · b4 re del nero · c4 pedone del bianco · b2 pedone del bianco · a1 cavallo del bianco · b1 torre del bianco | b8 torre del bianco · a7 donna del bianco · b7 re del bianco · c7 pedone del nero · b6 cavallo del nero · c6 pedone del bianco · a4 pedone del bianco · b4 re del nero · c4 pedone del bianco · b2 pedone del bianco · a1 cavallo del bianco · b1 torre del bianco | b8 torre del bianco · a7 donna del bianco · b7 re del bianco · c7 pedone del nero · b6 cavallo del nero · c6 pedone del bianco · a4 pedone del bianco · b4 re del nero · c4 pedone del bianco · b2 pedone del bianco · a1 cavallo del bianco · b1 torre del bianco | b8 torre del bianco · a7 donna del bianco · b7 re del bianco · c7 pedone del nero · b6 cavallo del nero · c6 pedone del bianco · a4 pedone del bianco · b4 re del nero · c4 pedone del bianco · b2 pedone del bianco · a1 cavallo del bianco · b1 torre del bianco | b8 torre del bianco · a7 donna del bianco · b7 re del bianco · c7 pedone del nero · b6 cavallo del nero · c6 pedone del bianco · a4 pedone del bianco · b4 re del nero · c4 pedone del bianco · b2 pedone del bianco · a1 cavallo del bianco · b1 torre del bianco | b8 torre del bianco · a7 donna del bianco · b7 re del bianco · c7 pedone del nero · b6 cavallo del nero · c6 pedone del bianco · a4 pedone del bianco · b4 re del nero · c4 pedone del bianco · b2 pedone del bianco · a1 cavallo del bianco · b1 torre del bianco | 7 |
| 6 | b8 torre del bianco · a7 donna del bianco · b7 re del bianco · c7 pedone del nero · b6 cavallo del nero · c6 pedone del bianco · a4 pedone del bianco · b4 re del nero · c4 pedone del bianco · b2 pedone del bianco · a1 cavallo del bianco · b1 torre del bianco | b8 torre del bianco · a7 donna del bianco · b7 re del bianco · c7 pedone del nero · b6 cavallo del nero · c6 pedone del bianco · a4 pedone del bianco · b4 re del nero · c4 pedone del bianco · b2 pedone del bianco · a1 cavallo del bianco · b1 torre del bianco | b8 torre del bianco · a7 donna del bianco · b7 re del bianco · c7 pedone del nero · b6 cavallo del nero · c6 pedone del bianco · a4 pedone del bianco · b4 re del nero · c4 pedone del bianco · b2 pedone del bianco · a1 cavallo del bianco · b1 torre del bianco | b8 torre del bianco · a7 donna del bianco · b7 re del bianco · c7 pedone del nero · b6 cavallo del nero · c6 pedone del bianco · a4 pedone del bianco · b4 re del nero · c4 pedone del bianco · b2 pedone del bianco · a1 cavallo del bianco · b1 torre del bianco | b8 torre del bianco · a7 donna del bianco · b7 re del bianco · c7 pedone del nero · b6 cavallo del nero · c6 pedone del bianco · a4 pedone del bianco · b4 re del nero · c4 pedone del bianco · b2 pedone del bianco · a1 cavallo del bianco · b1 torre del bianco | b8 torre del bianco · a7 donna del bianco · b7 re del bianco · c7 pedone del nero · b6 cavallo del nero · c6 pedone del bianco · a4 pedone del bianco · b4 re del nero · c4 pedone del bianco · b2 pedone del bianco · a1 cavallo del bianco · b1 torre del bianco | b8 torre del bianco · a7 donna del bianco · b7 re del bianco · c7 pedone del nero · b6 cavallo del nero · c6 pedone del bianco · a4 pedone del bianco · b4 re del nero · c4 pedone del bianco · b2 pedone del bianco · a1 cavallo del bianco · b1 torre del bianco | b8 torre del bianco · a7 donna del bianco · b7 re del bianco · c7 pedone del nero · b6 cavallo del nero · c6 pedone del bianco · a4 pedone del bianco · b4 re del nero · c4 pedone del bianco · b2 pedone del bianco · a1 cavallo del bianco · b1 torre del bianco | 6 |
| 5 | b8 torre del bianco · a7 donna del bianco · b7 re del bianco · c7 pedone del nero · b6 cavallo del nero · c6 pedone del bianco · a4 pedone del bianco · b4 re del nero · c4 pedone del bianco · b2 pedone del bianco · a1 cavallo del bianco · b1 torre del bianco | b8 torre del bianco · a7 donna del bianco · b7 re del bianco · c7 pedone del nero · b6 cavallo del nero · c6 pedone del bianco · a4 pedone del bianco · b4 re del nero · c4 pedone del bianco · b2 pedone del bianco · a1 cavallo del bianco · b1 torre del bianco | b8 torre del bianco · a7 donna del bianco · b7 re del bianco · c7 pedone del nero · b6 cavallo del nero · c6 pedone del bianco · a4 pedone del bianco · b4 re del nero · c4 pedone del bianco · b2 pedone del bianco · a1 cavallo del bianco · b1 torre del bianco | b8 torre del bianco · a7 donna del bianco · b7 re del bianco · c7 pedone del nero · b6 cavallo del nero · c6 pedone del bianco · a4 pedone del bianco · b4 re del nero · c4 pedone del bianco · b2 pedone del bianco · a1 cavallo del bianco · b1 torre del bianco | b8 torre del bianco · a7 donna del bianco · b7 re del bianco · c7 pedone del nero · b6 cavallo del nero · c6 pedone del bianco · a4 pedone del bianco · b4 re del nero · c4 pedone del bianco · b2 pedone del bianco · a1 cavallo del bianco · b1 torre del bianco | b8 torre del bianco · a7 donna del bianco · b7 re del bianco · c7 pedone del nero · b6 cavallo del nero · c6 pedone del bianco · a4 pedone del bianco · b4 re del nero · c4 pedone del bianco · b2 pedone del bianco · a1 cavallo del bianco · b1 torre del bianco | b8 torre del bianco · a7 donna del bianco · b7 re del bianco · c7 pedone del nero · b6 cavallo del nero · c6 pedone del bianco · a4 pedone del bianco · b4 re del nero · c4 pedone del bianco · b2 pedone del bianco · a1 cavallo del bianco · b1 torre del bianco | b8 torre del bianco · a7 donna del bianco · b7 re del bianco · c7 pedone del nero · b6 cavallo del nero · c6 pedone del bianco · a4 pedone del bianco · b4 re del nero · c4 pedone del bianco · b2 pedone del bianco · a1 cavallo del bianco · b1 torre del bianco | 5 |
| 4 | b8 torre del bianco · a7 donna del bianco · b7 re del bianco · c7 pedone del nero · b6 cavallo del nero · c6 pedone del bianco · a4 pedone del bianco · b4 re del nero · c4 pedone del bianco · b2 pedone del bianco · a1 cavallo del bianco · b1 torre del bianco | b8 torre del bianco · a7 donna del bianco · b7 re del bianco · c7 pedone del nero · b6 cavallo del nero · c6 pedone del bianco · a4 pedone del bianco · b4 re del nero · c4 pedone del bianco · b2 pedone del bianco · a1 cavallo del bianco · b1 torre del bianco | b8 torre del bianco · a7 donna del bianco · b7 re del bianco · c7 pedone del nero · b6 cavallo del nero · c6 pedone del bianco · a4 pedone del bianco · b4 re del nero · c4 pedone del bianco · b2 pedone del bianco · a1 cavallo del bianco · b1 torre del bianco | b8 torre del bianco · a7 donna del bianco · b7 re del bianco · c7 pedone del nero · b6 cavallo del nero · c6 pedone del bianco · a4 pedone del bianco · b4 re del nero · c4 pedone del bianco · b2 pedone del bianco · a1 cavallo del bianco · b1 torre del bianco | b8 torre del bianco · a7 donna del bianco · b7 re del bianco · c7 pedone del nero · b6 cavallo del nero · c6 pedone del bianco · a4 pedone del bianco · b4 re del nero · c4 pedone del bianco · b2 pedone del bianco · a1 cavallo del bianco · b1 torre del bianco | b8 torre del bianco · a7 donna del bianco · b7 re del bianco · c7 pedone del nero · b6 cavallo del nero · c6 pedone del bianco · a4 pedone del bianco · b4 re del nero · c4 pedone del bianco · b2 pedone del bianco · a1 cavallo del bianco · b1 torre del bianco | b8 torre del bianco · a7 donna del bianco · b7 re del bianco · c7 pedone del nero · b6 cavallo del nero · c6 pedone del bianco · a4 pedone del bianco · b4 re del nero · c4 pedone del bianco · b2 pedone del bianco · a1 cavallo del bianco · b1 torre del bianco | b8 torre del bianco · a7 donna del bianco · b7 re del bianco · c7 pedone del nero · b6 cavallo del nero · c6 pedone del bianco · a4 pedone del bianco · b4 re del nero · c4 pedone del bianco · b2 pedone del bianco · a1 cavallo del bianco · b1 torre del bianco | 4 |
| 3 | b8 torre del bianco · a7 donna del bianco · b7 re del bianco · c7 pedone del nero · b6 cavallo del nero · c6 pedone del bianco · a4 pedone del bianco · b4 re del nero · c4 pedone del bianco · b2 pedone del bianco · a1 cavallo del bianco · b1 torre del bianco | b8 torre del bianco · a7 donna del bianco · b7 re del bianco · c7 pedone del nero · b6 cavallo del nero · c6 pedone del bianco · a4 pedone del bianco · b4 re del nero · c4 pedone del bianco · b2 pedone del bianco · a1 cavallo del bianco · b1 torre del bianco | b8 torre del bianco · a7 donna del bianco · b7 re del bianco · c7 pedone del nero · b6 cavallo del nero · c6 pedone del bianco · a4 pedone del bianco · b4 re del nero · c4 pedone del bianco · b2 pedone del bianco · a1 cavallo del bianco · b1 torre del bianco | b8 torre del bianco · a7 donna del bianco · b7 re del bianco · c7 pedone del nero · b6 cavallo del nero · c6 pedone del bianco · a4 pedone del bianco · b4 re del nero · c4 pedone del bianco · b2 pedone del bianco · a1 cavallo del bianco · b1 torre del bianco | b8 torre del bianco · a7 donna del bianco · b7 re del bianco · c7 pedone del nero · b6 cavallo del nero · c6 pedone del bianco · a4 pedone del bianco · b4 re del nero · c4 pedone del bianco · b2 pedone del bianco · a1 cavallo del bianco · b1 torre del bianco | b8 torre del bianco · a7 donna del bianco · b7 re del bianco · c7 pedone del nero · b6 cavallo del nero · c6 pedone del bianco · a4 pedone del bianco · b4 re del nero · c4 pedone del bianco · b2 pedone del bianco · a1 cavallo del bianco · b1 torre del bianco | b8 torre del bianco · a7 donna del bianco · b7 re del bianco · c7 pedone del nero · b6 cavallo del nero · c6 pedone del bianco · a4 pedone del bianco · b4 re del nero · c4 pedone del bianco · b2 pedone del bianco · a1 cavallo del bianco · b1 torre del bianco | b8 torre del bianco · a7 donna del bianco · b7 re del bianco · c7 pedone del nero · b6 cavallo del nero · c6 pedone del bianco · a4 pedone del bianco · b4 re del nero · c4 pedone del bianco · b2 pedone del bianco · a1 cavallo del bianco · b1 torre del bianco | 3 |
| 2 | b8 torre del bianco · a7 donna del bianco · b7 re del bianco · c7 pedone del nero · b6 cavallo del nero · c6 pedone del bianco · a4 pedone del bianco · b4 re del nero · c4 pedone del bianco · b2 pedone del bianco · a1 cavallo del bianco · b1 torre del bianco | b8 torre del bianco · a7 donna del bianco · b7 re del bianco · c7 pedone del nero · b6 cavallo del nero · c6 pedone del bianco · a4 pedone del bianco · b4 re del nero · c4 pedone del bianco · b2 pedone del bianco · a1 cavallo del bianco · b1 torre del bianco | b8 torre del bianco · a7 donna del bianco · b7 re del bianco · c7 pedone del nero · b6 cavallo del nero · c6 pedone del bianco · a4 pedone del bianco · b4 re del nero · c4 pedone del bianco · b2 pedone del bianco · a1 cavallo del bianco · b1 torre del bianco | b8 torre del bianco · a7 donna del bianco · b7 re del bianco · c7 pedone del nero · b6 cavallo del nero · c6 pedone del bianco · a4 pedone del bianco · b4 re del nero · c4 pedone del bianco · b2 pedone del bianco · a1 cavallo del bianco · b1 torre del bianco | b8 torre del bianco · a7 donna del bianco · b7 re del bianco · c7 pedone del nero · b6 cavallo del nero · c6 pedone del bianco · a4 pedone del bianco · b4 re del nero · c4 pedone del bianco · b2 pedone del bianco · a1 cavallo del bianco · b1 torre del bianco | b8 torre del bianco · a7 donna del bianco · b7 re del bianco · c7 pedone del nero · b6 cavallo del nero · c6 pedone del bianco · a4 pedone del bianco · b4 re del nero · c4 pedone del bianco · b2 pedone del bianco · a1 cavallo del bianco · b1 torre del bianco | b8 torre del bianco · a7 donna del bianco · b7 re del bianco · c7 pedone del nero · b6 cavallo del nero · c6 pedone del bianco · a4 pedone del bianco · b4 re del nero · c4 pedone del bianco · b2 pedone del bianco · a1 cavallo del bianco · b1 torre del bianco | b8 torre del bianco · a7 donna del bianco · b7 re del bianco · c7 pedone del nero · b6 cavallo del nero · c6 pedone del bianco · a4 pedone del bianco · b4 re del nero · c4 pedone del bianco · b2 pedone del bianco · a1 cavallo del bianco · b1 torre del bianco | 2 |
| 1 | b8 torre del bianco · a7 donna del bianco · b7 re del bianco · c7 pedone del nero · b6 cavallo del nero · c6 pedone del bianco · a4 pedone del bianco · b4 re del nero · c4 pedone del bianco · b2 pedone del bianco · a1 cavallo del bianco · b1 torre del bianco | b8 torre del bianco · a7 donna del bianco · b7 re del bianco · c7 pedone del nero · b6 cavallo del nero · c6 pedone del bianco · a4 pedone del bianco · b4 re del nero · c4 pedone del bianco · b2 pedone del bianco · a1 cavallo del bianco · b1 torre del bianco | b8 torre del bianco · a7 donna del bianco · b7 re del bianco · c7 pedone del nero · b6 cavallo del nero · c6 pedone del bianco · a4 pedone del bianco · b4 re del nero · c4 pedone del bianco · b2 pedone del bianco · a1 cavallo del bianco · b1 torre del bianco | b8 torre del bianco · a7 donna del bianco · b7 re del bianco · c7 pedone del nero · b6 cavallo del nero · c6 pedone del bianco · a4 pedone del bianco · b4 re del nero · c4 pedone del bianco · b2 pedone del bianco · a1 cavallo del bianco · b1 torre del bianco | b8 torre del bianco · a7 donna del bianco · b7 re del bianco · c7 pedone del nero · b6 cavallo del nero · c6 pedone del bianco · a4 pedone del bianco · b4 re del nero · c4 pedone del bianco · b2 pedone del bianco · a1 cavallo del bianco · b1 torre del bianco | b8 torre del bianco · a7 donna del bianco · b7 re del bianco · c7 pedone del nero · b6 cavallo del nero · c6 pedone del bianco · a4 pedone del bianco · b4 re del nero · c4 pedone del bianco · b2 pedone del bianco · a1 cavallo del bianco · b1 torre del bianco | b8 torre del bianco · a7 donna del bianco · b7 re del bianco · c7 pedone del nero · b6 cavallo del nero · c6 pedone del bianco · a4 pedone del bianco · b4 re del nero · c4 pedone del bianco · b2 pedone del bianco · a1 cavallo del bianco · b1 torre del bianco | b8 torre del bianco · a7 donna del bianco · b7 re del bianco · c7 pedone del nero · b6 cavallo del nero · c6 pedone del bianco · a4 pedone del bianco · b4 re del nero · c4 pedone del bianco · b2 pedone del bianco · a1 cavallo del bianco · b1 torre del bianco | 1 |
|   | a | b | c | d | e | f | g | h |   |

Soluzione:
1. Td8 !  (minaccia 2. Da6 e  3.Db5 #)

1. ...Rc5  2. Da5+ Rxc4  3. Dc3 #

1. ...Cxa4  2. Da5+! Rxa5  3. b4 #

      (2. ...Rxc4 3. b3 #)

1. ...Cxc4  2. Dc5+ Rxa4  3. b3 #

1. ...Cd5  2. Txd5 Rxc4  3. Dc5 #

1. ...Cd7  2. Txd7 Rxc4  3. Dd4 #